# Q (Skoop On Somebodyの曲)
「Q」（キュー）は、日本のR&BグループのSkoop On Somebodyが2008年10月15日にリリースした通算35枚目（Skoop On Somebodyとしては27枚目）のシングル。

## 概要
TBS系『愛の劇場・温泉へGo!』主題歌。
「Q」はポルノグラフィティの新藤晴一による作詞。
DVD付初回生産限定盤と通常盤でジャケットが異なる。
初回生産限定盤DVDは、その年に赤坂BLITZにて行われたライヴの模様を収録。

## 収録曲
作詞・作曲・編曲：SOS（特記以外）
1. Q (4:29)
  - 作詞：新藤晴一
2. so Angelic (4:57)
3. ETERNAL LANDSCAPE [Club SOS Version] (5:08)
  - 作曲：織田哲郎

### 初回生産限定盤DVD
プレミアムライブ「STAY or SHINE」 in 赤坂BLITZ [2008.4/12.13]
1. Interlude〜S.O.S.〜
  - 作曲・編曲：KO-ICHIRO
2. Shining Days
  - 作詞・作曲：市川喜康　編曲：本間昭光
3. Going
  - 作詞：小林夏海・TAKE　作曲：KO-HEY　編曲：SOS